# Bataille de Munfordville
Guerre de Sécession
Batailles
Campagne du Kentucky
- Lebanon
- 1re Chattanooga
- 1re Murfreesboro
- Cumberland Gap
- Cincinnati
- Richmond
- Munfordville
- Augusta
- Perryville

La bataille de Munfordville (aussi appelée bataille de Green River) s'est déroulée dans le Kentucky lors de la guerre de Sécession. La victoire a permis au confédérés de renforcer temporairement leur maîtrise sur la région et de détériorer les lignes de ravitaillement de l'Union.

## Contexte
Fin août 1862, l'armée du général confédéré Braxton Bragg quitte Chattanooga, Tennessee et marcher sur le Kentucky. À la mi-septembre, Poursuivi par l'armée de l'Union du major général Don Carlos Buell, Bragg s'approche de Munfordville, une station sur la voie ferrée de Louisville & Nashville et le lieu où se trouve un pont de chemin de fer traversant la Green River. 

## Bataille
Le colonel John T. Wilder commande la garnison de l'Union à Munfordville, comprenant trois régiments derrière d'importantes fortifications. Wilder refuse la demande de reddition du brigadier général James R. Chalmers du 14 septembre 1862. Les forces de l'Union repoussent les attaques de Chalmers ce jour-là, obligeant les confédérés à établir un siège les 15 septembre 1862 et 16 septembre 1862.
Tard le 16 septembre 1862, réalisant que les forces de Buell sont proches et ne souhaitant pas tuer ou blesser des civils innocents, les confédérés envoient une nouvelle demande de reddition. Wilder entrent dans les lignes ennemies sous la protection du drapeau blanc, et le major général confédéré Simon B. Buckner l'escorte pour lui montrer la puissance confédérée pour le convaincre que toute résistance est inutile. La cérémonie formelle a lieu le lendemain. Avec la voie de chemin de fer et le pont,  Munfordville est un centre de transport important, et le contrôle des confédérés freine les mouvements de ravitaillement et d'hommes de l'Union.

## Site historique
Trois lieux dans le Registre national des lieux historiques sont liés avec la bataille. Le champ de bataille dans son ensemble est répertorié dans le registre national sous l’appellation de site de la bataille de Munfordville. Le monument du soldat confédéré inconnu à Horse Cave marque la tombe d'un soldat de Louisiane tué accidentellement alors qu'il enlevait des poutres lors de l'avance confédérée.  Le monument du colonel Robert A. Smith est le seul à être encore sur le champ de bataille. Un monument pour le colonel Smith existe aussi dans le cimetière de Dean dans sa ville natale d'Édimbourg, en Écosse.